# 斯潘法姆唱片
斯潘法姆唱片（英語：Spinefarm Records）是一家芬兰专注重金属音乐的唱片品牌，原为独立的唱片公司，现属环球音乐集团。旗下著名的乐队有夜愿和死神之子等等。
该唱片品牌的办公室分布在赫尔辛基、伦敦和纽约。
该品牌下面的子品牌有 Spikefarm Records、Ranka Recordings、Odor、Ranch、Freeride 及 Hawaii Sounds。

## 历史
里库·派科宁（Riku Pääkkönen）在1990年成立斯潘法姆唱片公司。该公司最初的业务是通过邮寄销售唱片，后来开始介入唱片出版业务。斯潘法姆唱片的首张出版的唱片是心律失常乐队名为的迷你专辑。
2002年春季经营斯潘法姆唱片的股份公司的大多数股份售于环球音乐集团。2005年环球音乐集团买下了该股份公司的全部股权。2014年该股份公司整合至环球音乐集团芬兰子公司之下。2011年1月派科宁离开了斯潘法姆唱片。